# Ковшево
Ковшево — деревня в Бабушкинском районе Вологодской области.
Входит в состав сельского поселения Бабушкинское (до 2016 года входила в Демьяновское сельское поселение), с точки зрения административно-территориального деления — в Косиковский сельсовет.
Расстояние до районного центра села имени Бабушкина по автодороге — 29 км, до деревни Демьяновский Погост по прямой — 9 км. Ближайшие населённые пункты — Проскурнино, Комсомольский, Зеленик.
По данным переписи в 2002 году постоянного населения не было.